# Casal Pere Quart
El Casal Pere Quart és una casa senyorial construïda l'any 1862 a Sabadell, la qual havia estat la residència de la família Oliver i que actualment és un casal cultural. Està situat a la Rambla, 69, al barri del Centre. Acull diferents serveis de l'Ajuntament de Sabadell com sales d'exposicions, un auditori, una sala d'actes, sales de reunions i un pati interior.
Les funcions i activitats que acull actualment caracteritzen el Casal Pere Quart com a centre de promoció cultural i associativa, espai d'exposicions i seu de diversos serveis públics.

## Història
El casal va ser fet construir el 1862 per Pere Oliver, besavi patern del poeta Joan Oliver, conegut amb el pseudònim de Pere Quart. El projecte s'encarregà a l'arquitecte municipal Gabriel Batllevell i, en un principi, la façana havia d'incloure disset porxades orientades cap a la Rambla. El 1862 van començar les obres, però tan sols es construïren les cinc centrals, mentre que les dotze restants no s'arribaren a bastir mai.
Després de la Guerra Civil espanyola i durant el franquisme, l'edifici passà a mans del Movimiento Nacional i va ser la seu de diferents entitats, entre les quals, la Falange Española i l'Organización Juvenil Española (OJE). També hi tingué la seu Ràdio Sabadell i Diari de Sabadell.
Amb la transició democràtica espanyola el casal passà a l'Ajuntament de Sabadell, que n'inicià la rehabilitació l'any 1982. Aquesta es va a dur a terme en diferents fases i s'acabà el 1987. La rehabilitació començà per la planta baixa i les golfes, que van ser ocupats l'any 1983 pel Servei d'Informació Juvenil i els Serveis Territorials de Joventut de la Generalitat.

## Edifici
Es tracta d'un edifici de planta baixa i dos pisos, de secció rectangular. El nivell inferior està articulat per un antic porxo de cinc arcs de mig punt, les "voltes" dels quals han donat lloc a què l'edifici es conegui per aquesta denominació. A la façana destaquen les balconades dels dos pisos, les obertures de ventilació de la cambra d'aire, i la balustrada amb un frontó semicircular al centre, amb un ull de bou. Té una superfície total de 1.920 m².
Igual que la resta de cases senyorials de la Rambla, mostra el reflex de l'ostentació arquitectònica de les famílies riques de la ciutat fruit del creixement econòmic de Sabadell durant el segle xix.

## Galeria d'imatges

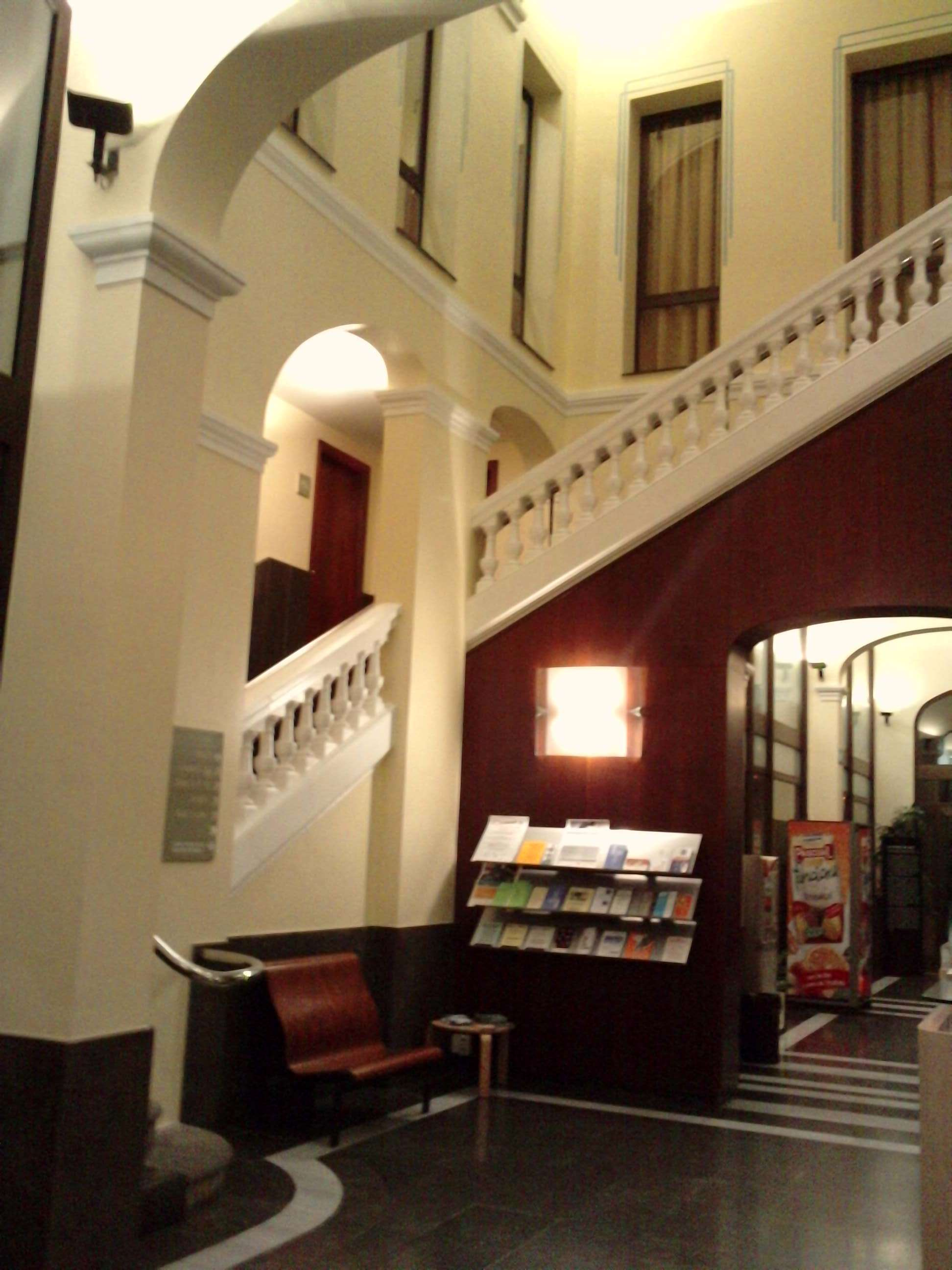
Vestíbul
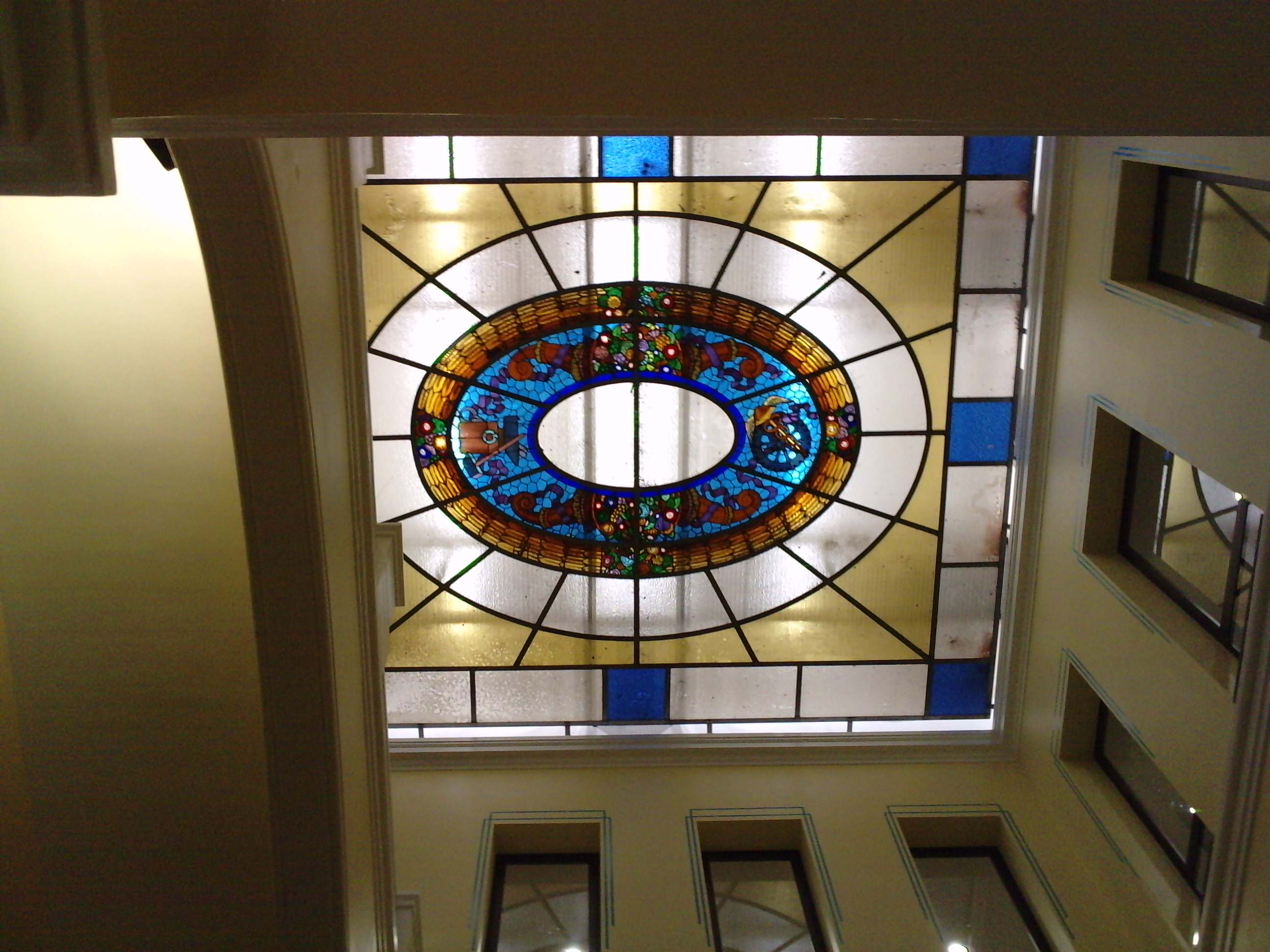
Vidriera